# Jamesbrittenia grandiflora
Jamesbrittenia grandiflora là một loài thực vật có hoa trong họ Huyền sâm. Loài này được (Galpin) Hilliard mô tả khoa học đầu tiên năm 1992.